# Villám Mihály
Villám Mihály (Kecskemét, 1922. augusztus 14. – Bács-Kiskun megye, 1944. október 30.) repülős tizedes, aki a második világháborúban hősi halált halt. 
Szülei szőlőművesek voltak, nagyobb területen gazdálkodtak. Villám Mihály a Kecskeméti Református Gimnáziumban érettségizett. A háborúban a Magyar Királyi Honvéd Légierő 102/2-es Gyorsbombázó Századának lövész tizedeseként harcolt. A harcokban többször megsebesült, Horthy Miklóstól megkapta a Vitézi Érdemérem ezüst fokozatát.
1944. október 30-án Kovács József szakaszvezető pilótával indult bevetésre, feladatuk a Szeged felől Kiskunfélegyháza felé tartó szovjet páncélosok támadása volt. A szovjet légvédelem eltalálta a Me 210ca-1 típusú gépüket. Villám a nyakán sebesült meg, ennek ellenére sikerült a repülőből kiugrania. A kis magasság miatt nem nyílt ki az ejtőernyője, ezért halálra zúzta magát.
Egyes információk szerint teste a kecskeméti mai Zápor utcában, nem messze szülőházától ért földet. A testvére a helyszínre sietett, és felismerte a halottat, akit később apjával együtt a helyszínen eltemetett. Más információk szerint Kiskunfélegyháza határában halt hősi halált.
A háború után Villám Mihályt és Kovács Józsefet a kecskeméti temetőben hantolták el. Kecskeméten, a Zápor utcában emléktáblát avattak a tizedes tiszteletére 2021. szeptember 12-én.